# Drienovo
Drienovo és un poble i municipi d'Eslovàquia. Es troba a la regió de Banská Bystrica. El 2017 tenia 108 habitants.

## Història
La primera menció escrita de la vila es remunta al 1256.

## Demografia
| Godina             | 1994 | 2004   | 2014    | 2024    |
| ------------------ | ---- | ------ | ------- | ------- |
| Nombre de persones | 127  | 128    | 111     | 97      |
| Diferència         |      | +0,78% | −13,28% | −12,61% |

| Godina             | 2023 | 2024   |
| ------------------ | ---- | ------ |
| Nombre de persones | 99   | 97     |
| Diferència         |      | −2,02% |